# Église Saint-Pierre de Chaunay
Pour les articles homonymes, voir Église Saint-Pierre.
L'église Saint-Pierre est une église catholique située à Chaunay, en France.

## Localisation
L'église est située dans le département français de la Vienne, sur la commune de Chaunay.
Elle est située sur la voie romaine qui reliait Rom à Périgueux.

## Historique
Une Église mérovingienne a peut-être existé (cf. la présence  de sépultures et de sarcophages - et donc, vraisemblablement d'un cimetière mérovingien), présents autour de l'Église, dont on peut voir quelques modèles dans les cours des maisons environnantes. Selon Jean-Marc Manguy (op. cit., p. 17), Chaunay était déjà un centre religieux aux alentours des années 442, et devait sans doute posséder son église à cette époque. D'après l'Abbé Georges Chapeau, curé de Chaunay de 1918 à 1946, la paroisse aurait été un archiprêtré dès le VIIe siècle, ayant pour « présenter »l'évêque de Poitiers.  
Au milieu du XIe siècle deux églises se sont élevées sur le domaine de Coloniacus, (Chaunay-Caunay) l'une sur la rive droite, l'autre sur la rive gauche, suivant la Charte 114 de l'Abbaye de Nouaillé, page 187, où il est question des " dimes que adjacent Ecclesiarum Culniacensis ". Ces deux églises étaient dans une seule paroisse, avaient même patron, Saint-Pierre, et relevaient toutes les deux de l'Abbaye de Nouaillé. 
Il serait bien difficile de dire dans Coloniacus quelle fut la première église fondée, et quelle fut leur importance respective aux Xe et XIe siècles. Cependant, il y a tout lieu de croire que celle qui fut placée au centre de tout le domaine, et à proximité immédiate du réseau routier fut construite la première.  
D'autre part, l'église de Caunay, rebâtie au XIIe siècle, rallongée à la fin du XIIIe siècle, n'atteint pas aux proportions de celle de Chaunay, même après cet agrandissement. Enfin, l'Église de Chaunay devint avant 1175, le siège d'un archiprêtré, tandis que Caunay, isolé derrière ses marécages, était restée une paroisse sans importance. En ce moment, et sans doute depuis longtemps déjà, la scission s'était faite définitive entre les deux portions du domaine.
L'existence de la paroisse, de son Église, et de l'archiprêtré est attestée : Dom Fonteneau cite  en 1175 un dénommé  Willelmus comme exerçant la fonction de " Archipresbiter de Chaunai ". Elle est citée comme telle avant 1216 dans les manuscrits de l'Abbaye de Nouaillé. Cette Église primitive fut progressivement détruite, et sur ses ruines fut reconstruite l'Église romane,  dans la deuxième moitié du XIe siècle, comme l'indiquent les caractères architecturaux de la nef actuelle, ou à la fin du XIIe siècle, selon les avis de plusieurs historiens. Il n'en resterait qu'une partie de la nef, quelques-uns des pilastres qui supportent le clocher et la façade Ouest. 
L'Église avait alors la forme d'une croix latine, orientée d'une façon parfaite de l'Est à l'Ouest. Elle comprenait une nef, qui existe encore de nos jours, un transept, dont un bras du côté méridional, existe encore, mais défiguré, une abside renfermant le sanctuaire, et, à l'intersection de la nef et du transept, une tour sur plan légèrement rectangulaire. Selon A.F. Lièvre, un souterrain s'étend au sud de l'Église, sous un cimetière gallo-romain, dont les fosses peu profondes ne l'ont point atteint. 
Un dénommé Jean, architecte et sculpteur, travaille à l'Église de Chaunay au XIIIe siècle.
Le patronage de cette église fut au Moyen Âge l'objet d'une contestation entre l'Abbé de Nouaillé et l'évêque.  Une sentence de l'Official de Bordeaux, en date du 23 juin 1319, cassant une procédure des vicaires généraux de l'évêque de Poitiers, maintint à l'Abbé le droit de nommer à la cure de Chaunay.
Mais, par la suite, l'évêque s'arrogea de nouveau et conserva définitivement la collation de ce bénéfice.Le souvenir de ce vieux litige ne fut sans doute pas étranger à l'antagonisme que nous constatons plus tard entre l'évêché et le clergé de l'archiprêtré de Chaunay, dans l'étendue duquel l'abbaye de Nouaillé possédait d'importants domaines, et devait par conséquent avoir une grande influence.
Avec la deuxième guerre de cent ans, 1337-1453, (c'est le nom donné parfois à la guerre de Cent Ans, seconde ou deuxième guerre de Cent Ans, en référence à une première guerre de Cent Ans qui a opposé l'Angleterre et la France entre 1152 et 1259), l'Église Saint-Pierre rencontrera bien des vicissitudes.
Les armées anglaise et française courent le pays, et bien des villages voient leurs clochers transformés en forteresse. Des sentinelles s'y tiennent tout le jour pour annoncer l'approche de l'ennemi.
Les Anglais sont passés par là en 1356, et ils ont enfumé les vaillants défenseurs de la commune.  Au début de l'année 1357, le château de Tassay est assiégé par les Anglais qui mettent en rançon le seigneur de la place, le Seigneur de Montendre. Une partie de la population se réfugie dans l'Église qui est aussitôt assiégée par des hommes en armes. L’Église aurait été détruite vers 1357 ; le chœur, les voutes et le clocher furent ruinés.  Dans les années 1390 le chœur est détruit par les combats, le clocher s'écroule sous les assauts, entrainant l'effondrement des voutes, et dont il ne restait plus que la nef et le bras sud du transept.
Un souterrain, qui s'ouvre au Sud, tout contre le pilier du clocher, sert aussi de refuge à nombre d'habitants.
En 1411, Jean JOUSSERAND, chevalier, seigneur de Lairé et de Tassay fit son testament au château de Tassay, le 7 juillet, demandant à être inhumé en l'église de Chaunay, au tombeau de ses parents.  Il légua à Marguerite de La Rochefoucauld, sa femme, ses biens meubles et la troisième partie de ses immeubles, sous la réserve de sa dotation, et la nomma son exécutrice testamentaire. Jean Jousserand, qui a œuvré à la défaite des anglais, et obtenu les faveurs du Duc de Berry, meurt en 1463 à Chaunay. 
Après la défaite et le départ des Anglais, aux alentours des années 1490, la vie reprend son cours à Chaunay.
L'église en ruines, c'est dans la Chapelle du Château de Tassay qu'ont lieu les offices religieux. 
Guichard (ou Jacques ?) Jousserand, fils de Jean Jousserand, inhumé dans l’Église vers 1463, entreprend la reconstruction de l'Église. Elle est réparée et agrandie, et garde de nos jours l'aspect qu'elle devait sans doute avoir à cette époque.
Il reprend également le procès que son père avait diligenté contre Guichard Aubanneau, seigneur de Cerné et de Lailliers, au sujet de la reconstruction et du droit d'usage concernant la Chapelle Notre Dame, dans la nef, côté Nord de l'Église, procès repris l'année même de l'inauguration du chœur de l'Église dans les environs des années 1520.  
Il fit son testament en 1502. 
Il est inhumé, sans doute après 1507, dans l'Église de Chaunay, côté épitre. En 1507, en effet,  la clef de voûte de la travée centrale est aux armes des Jousserand, seigneurs de Tassay : "d’azur à l’aigle d’or empanné de même" avec une couronne ajourée ainsi qu’une inscription : 
"EN LA DATE QUE L’ON DISAIT MIL CINQ CENT SEPT CY ME MIST JACQUES JOUSSERANT, SEIGNEUR ET FONDATEUR DE CEANS".

Les travaux de reconstruction ont dû être poursuivis vers 1504, date d’une transaction entre les habitants, les fabriqueurs de Chaunay et Jean Jay, seigneur de Boisseguin qui "donne un terrain " pour "refaire l’église plus longue devers le grand autel ce qui permet de l'agrandir de sept pieds en longueur, et de quatorze pieds en largeur. Il aurait également fait percer la grande fenêtre de façade.  Au XVIIIe siècle les contreforts du XVIe ont été renforcés et l’église reçut un pavage (cf. J.A. Thébaut).  En 1506, l'official du diocèse était réduit à recourir à un monitoire pour obliger les ecclésiastiques de l’archiprêtré de Chaunay à payer les sommes auxquelles ils avaient été taxés pour le droit de joyeux avènement de l'évêque Jean de Trémoille ". A.F. Lièvre.  Les seigneurs habitants la paroisse de Chaunay sont les notables qui font partie du Conseil de Fabrique de l'Église, et gèrent les biens de l'Église. On y trouve : - Les Aubanneau, seigneurs de Cerné. - Les Plaisant, seigneurs du Bouchaud. - Les seigneurs de La Touche-Vivien. - Les seigneurs de La Richardière. - Philippe Jay, seigneur de Boisseguin et de Massais.
Au XIXe siècle, un projet d'embellissement de l'intérieur a été confié à l'architecte Jean-Baptiste Perlat. 
Après la restauration des voûtes de la nef en 1876, le 28 avril 1878 trois nouvelles cloches, fabriquées par Georges Bollée fondeur de cloches à Orléans, sont installées dans le clocher et bénites par Monseigneur Marnay, vicaire général de Poitiers, en présence de Clément Proton, curé de Chaunay. La petite cloche de l’Angélus, baptisée Louise Magdeleine Lucie, La grosse cloche, baptisée Marie-Pauline, et la cloche de la messe, baptisée Jeanne Ernestine Élizabeth. 
À partir de 2009, la commune entreprend la restauration de son église. Pour accompagner ce projet, la Fondation du Patrimoine - Délégation de la Vienne, mobilise le mécénat populaire en organisant une souscription. Le lancement officiel a eu lieu le vendredi 24 avril 2009.  La toiture du chœur est restaurée dans son intégralité avec la fourniture et pose d'une couverture en tuiles plates petit moule. La charpente est restaurée avec le remplacement des pièces défectueuses. La restauration de la toiture du clocher comprend le remplacement des ardoises en place par des ardoises de type "Manoir" posées au crochet inox teinté noir. La charpente sera réparée avec une révision des assemblages. Afin d’achever les travaux extérieurs (ensemble des façades), de traiter en particulier sur la façade principale les désordres du rondelis dont la dangerosité devient croissante, et d’ouvrir une fenêtre sur cette façade avec mise en place de vitraux, une troisième campagne de travaux est programmée pour 2012-2013. Ces travaux, en une seule tranche mais phasés en deux parties, commenceront par les façades du chœur et du transept Sud, puis les façades de la nef et de la chapelle Nord.
L'édifice est inscrit au titre des monuments historiques en 1987.

## Descriptif[2]
L'église romane a été modifié à plusieurs reprises au cours des siècles, notamment au début du XVIe siècle, au XVIIIe siècle et enfin au XIXe siècle. L'édifice roman, dédié à Saint-Pierre aux liens serait du XIe siècle ou du début du XIIe siècle. De cette époque, il ne reste de nos jours que la nef et la croisée du transept. Le chœur et le chevet sont du XVIe siècle. 
L’Église romane de Chaunay, placée sur la voie romaine qui reliait Rom à Périgueux, et dédiée à saint Pierre-aux-Liens, est construite à partir du XIe siècle sur  les ruines de l’ancienne église mérovingienne. De l'édifice roman, subsistent la nef et la croisée du transept. On remarque de puissants contreforts en angle. C'est un exemple typique de l'architecture romane du sud-Vienne, avec sa façade triangulaire, son portail surmonté d'une corniche à arcatures séparées par des modillons historiés (Saillie de pierre soutenant une corniche, souvent sculptée). Une nef unique romane est prolongée par une travée supportant le clocher, et par un chœur à chevet plat de style gothique flamboyant. La chapelle est accolée à la travée centrale, et à une partie du chœur. La Chapelle Notre Dame, qu'on retrouve être l'objet de litige en 1722, est voutée en ogive, avec arceaux à moulure. Ce sont les Aubanneau de Cernay (Cerné), qui relevèrent la chapelle de la Vierge dont la ressemblance avec une portion de la salle capitulaire de Charroux est frappante. Le chœur, le sanctuaire, et la chapelle sont datés, d'après les historiens, du XVe siècle. Le chœur, reconstruit vers 1507, est dû à la générosité des Jousserand, seigneurs de Tassay qui firent timbrer les voutes de leurs armes où flamboie sur « fond d’azur, la merlette d’or ».